# Нижнее Корозеро
Нижнее Корозеро (Кор-озеро) — пресноводное озеро на территории Амбарнского сельского поселения Лоухского района Республики Карелии.

## Общие сведения
Площадь озера — 4,2 км², площадь водосборного бассейна — 72,2 км². Располагается на высоте 113,5 м над уровнем моря.
Форма озера лопастная, продолговатая: оно почти на пять километров вытянуто с северо-запада на юго-восток. Берега изрезанные, каменисто-песчаные, преимущественно возвышенные, местами заболоченные.
С востока в Нижнее Корозеро впадает протока, вытекающая из Верхнего Корозера.
Сток в Топозеро осуществляется протокой, вытекающей из губы Иолчен в южной части Нижнего Корозера.
Ближе к северо-западной оконечности озера расположен один относительно крупный (по масштабам водоёма) остров Пимиешари.
К северо-западу от озера проходит просёлочная дорога.
Населённые пункты вблизи водоёма отсутствуют.
Код объекта в государственном водном реестре — 02020000411102000000223.